# شهرستان جونه
شهرستان جونه (به لاتین: Jonê County) یک منطقهٔ مسکونی در چین است که در ولایت خودمختار گاننان تبتی واقع شده‌است.